# Tour Monforte
La tour Monforte (en italien : Torre Monforte) est un bâtiment de Milan en Italie.

## Histoire
Le bâtiment, conçu par l'architecte Alessandro Pasquali, est construit aux années 1950.

## Description
La tour, située dans le centre-ville de Milan, a une hauteur de 78 mètres,. Le bâtiment se compose d'un piédestal de trois étages sur lequel repose la tour proprement dite. La propriété bénéficie d'un double accès depuis la via Mascagni et depuis le corso Monforte.